# Living Dead Girl
«Living Dead Girl» — второй сингл американского музыканта Роба Зомби, выпущенный в 1998 году.

## Общая информация
Композиция «Living Dead Girl» (Naked Exorcism Mix) вошла в альбом ремиксов Роба Зомби American Made Music to Strip By 1999 года под названием «Living Dead Girl» (Subliminal Seduction Mix).

## Список композиций
1. «Living Dead Girl» (LP Version)
2. «Living Dead Girl» (Naked Exorcism Mix)
3. «Living Dead Girl» (D.O.S.E. Mix)

## Участники
- Rob Zombie:
  - Роб Зомби — вокал, текст, продюсирование, оформление
  - Blasko — бас-гитара
  - Майк Риггс — гитара
  - Джон Темпеста — ударные
- Скотт Хамфри — продюсер, звукорежиссер, сведение, программирование
- Charlie Clouser — ремикс («Living Dead Girl» (Naked Exorcism Mix))
- D.O.S.E. — ремикс («Living Dead Girl» (D.O.S.E. Mix))
- Chapman Baehler, Lisa Johnson, Kitty Moon — фотографы